# 熊曇朗
熊曇朗（？—559年），豫章南昌人，南北朝南梁官員，於南陳建立初期割據新淦，兵敗被殺。
熊曇朗家族是郡內望族，他個性放蕩不羈，力氣巨大，容貌英偉。侯景之亂時，他聚集少年佔據豐城縣，立下欄柵，附近凶惡奸詐劫的盜賊都依附他，梁元帝任命他以為巴山太守。荊州失陷，熊曇朗的兵力加強，就掠奪鄰縣，綁架居民到山谷中，成為地方禍患。侯瑱鎮守豫章，熊曇朗表面服從，但暗中卻想取代侯瑱；侯方兒推翻侯瑱時，熊曇朗作為其背後謀主，侯瑱敗亡，他獲得很多侯瑱的兵馬。蕭勃跨過山嶺，歐陽頠擔任前軍，他欺騙歐陽頠會一同前往巴山襲擊黃法𣰋；又向黃法𣰋約定一起打敗歐陽頠，說：「事成後給我兵馬武器。」熊曇朗出兵和歐陽頠夾擊，又欺騙他說：「余孝頃打算突然偷襲，需要分一些伏兵。」他就送三百名兵甲協助熊曇朗。到城下即將打仗，熊曇朗假裝向北走，黃法𣰋乘虛而入，歐陽頠失去支援，狼狽退後，他奪取歐陽頠的兵馬武器回歸。其時巴山人陳定也擁兵建寨，熊曇朗假裝以女兒嫁給陳定的兒子，對他說：「周迪、余孝頃不贊同此婚事，需要強兵迎接。」陳定遣派三百精兵和土豪二十人前往，到達後熊曇朗收拾他們，取去馬仗，又開價讓陳定贖回。
紹泰二年（556年），熊曇朗作為南川的武裝首領依例除授游騎將軍，很快擔任持節、飆猛將軍、桂州刺史，領官豐城縣令，歷任宜新、豫章兩郡太守。王琳派李孝欽等人跟隨余孝頃在臨川攻打周迪他也率領部下支援。同年，因功獲授持節、通直散騎常侍、寧遠將軍，封為永化縣侯，食邑一千戶，樂隊一部，並以抵抗王琳的功勳，授平西將軍、開府儀同三司，其他依舊。周文育於豫章攻擊余孝勱，熊曇朗出軍會合，惟周文育失利時他就乘機殺害周文育呼應王琳，奪取周文育的部將，佔據新淦縣，貼著江邊為筑城。王琳東下，陳蒨出兵南川，江州刺史周迪、高州刺史黃法𣰋打算沿河流接應，熊曇朗就據城用軍艦阻攔；周迪和黃法𣰋帶領南中士兵築城圍攻，斷絕他和王琳的通訊。王琳敗走，熊昙朗的黨羽萌生異心。周迪攻陷新淦城，俘虜部下男女萬多人；熊曇朗隻身逃到村中，被村民斬死，屍體被送回建康，在朱雀觀懸掛，他的家族也不分老少被棄市。

## 引用
1. 1 2  《陳書·卷三十五·列傳第二十九》：熊曇朗，豫章南昌人也，世為郡著姓。曇朗跅弛不羈，有膂力，容貌甚偉。侯景之亂，稍聚少年，據豐城縣為柵，桀黠劫盜多附之。梁元帝以為巴山太守。荊州陷，曇朗兵力稍彊，劫掠鄰縣，縛賣居民，山谷之中，最為巨患。
2. 1 2  《南史·卷八十·列傳第七十》：熊曇朗，豫章南昌人也，世為郡著姓。曇朗跅弛不羈，有膂力，容貌甚偉。侯景之亂，稍聚少年，據豐城縣為柵，桀黠劫盜多附之。梁元帝以為巴山太守。魏克荊州，曇朗兵力稍強，劫掠鄰縣，縛賣居人，山谷之中，最為巨患。
3. ↑  《陳書·卷三十五·列傳第二十九》：及侯瑱鎮豫章，曇朗外示服從，陰欲圖瑱。侯方兒之反瑱也，曇朗為之謀主，瑱敗，曇朗獲瑱馬仗子女甚多。及蕭勃踰嶺，歐陽頠為前軍，曇朗紿頠共往巴山襲黃法𣰋，又報法𣰋期共破頠，約曰「事捷與我馬仗」。及出軍，與頠掎角而進，又紿頠曰「余孝頃欲相掩襲，須分留奇兵，甲仗既少，恐不能濟」。頠乃送甲三百領助之。及至城下，將戰，曇朗偽北，法𣰋乘之，頠失援，狼狽退衄，曇朗取其馬仗而歸。時巴山陳定亦擁兵立寨，曇朗偽以女妻定子。又謂定曰「周迪、余孝頃並不願此婚，必須以彊兵來迎」。定乃遣精甲三百并土豪二十人往迎，既至，曇朗執之，收其馬仗，並論價責贖。
4. ↑  《南史·卷八十·列傳第七十》：及侯瑱鎮豫章，曇朗外示服從，陰欲圖瑱。侯方兒之反瑱也，曇朗為之謀主。瑱敗，曇朗獲瑱馬仗子女甚多。及蕭勃踰嶺，歐陽頠為前軍。曇朗紿頠共往巴山襲黃法奭。又報法奭期共破頠，且曰：「事捷與我馬仗。」乃出軍與頠掎角而進。又紿頠曰：「余孝頃欲相掩襲，須分留奇兵。」頠送甲二百領助之。及至城下，將戰，曇朗偽北，法奭乘之，頠失援，狼狼退衄。曇朗取其馬仗而歸。時巴山陳定亦擁兵立砦，曇朗偽以女妻定子，又謂定曰：「周迪、余孝頃並不願此昏，必須以強兵來迎。」定信之。及至，曇朗執之，收其馬仗，並論價責贖。
5. ↑  《陳書·卷三十五·列傳第二十九》：紹泰二年，曇朗以南川豪帥，隨例除游騎將軍。尋為持節、飆猛將軍、桂州刺史資，領豐城令，歷宜新、豫章二郡太守。王琳遣李孝欽等隨余孝頃於臨川攻周迪，曇朗率所領赴援。其年，以功除持節、通直散騎常侍、寧遠將軍，封永化縣侯，邑一千戶，給鼓吹一部。又以抗禦王琳之功，授平西將軍、開府儀同三司，餘並如故。及周文育攻余孝勱於豫章，曇朗出軍會之，文育失利，曇朗乃害文育，以應王琳，事見文育傳。於是盡執文育所部諸將，據新淦縣，帶江為城。
6. ↑  《南史·卷八十·列傳第七十》：陳初以南川豪帥，曆宜新、豫章二郡太守。抗拒王琳有功，封永化縣侯，位平西將軍、開府儀同三司。及周文育攻餘孝勱于豫章，曇朗出軍會之，文育失利，曇朗乃害文育以應王琳。
7. ↑  《陳書·卷三十五·列傳第二十九》：王琳東下，世祖征南川兵，江州刺史周迪、高州刺史黃法𣰋欲沿流應赴，曇朗乃據城列艦斷遏，迪等與法𣰋因帥南中兵築城圍之，絕其與琳信使。及王琳敗走，曇朗黨援離心，迪攻陷其城，虜其男女萬餘口。曇朗走入村中，村民斬之，傳首京師，懸于朱雀觀。於是盡收其宗族，無少長皆棄市。
8. ↑  《南史·卷八十·列傳第七十》：琳東下，文帝征南川兵，江州刺史周迪、高州刺史黃法奭欲沿流應赴，曇朗乃據城列艦遏迪等。及王琳敗走，迪攻陷其城。曇朗走入村中。村人斬之，傳首建鄴，懸於朱雀航，宗族無少長皆棄市。

## 延伸阅读
[在维基数据编辑]
 《陳書·卷35》，出自姚思廉《陳書》
 《南史/卷80》，出自李延壽《南史》